# 张博涵
张博涵（1987年9月9日—），中国足球运动员，司职后卫，现效力于中超球队青岛中能。